# Корі Букер
Корі Ентоні Букер (англ. Cory Anthony Booker; нар. 27 квітня 1969, Вашингтон) — американський політик з Демократичної партії. Сенатор США від Нью-Джерсі з 2013, був мером Ньюарка з 2006 по 2013 роки.
Букер є випускником Стенфордського університету, навчався в Університеті Оксфорда (як стипендіат Родса у Коледжі Королеви) та Школі права Єльського університету.
У січні 2022 проголосував проти проєкту санкцій для газогону «Північний потік-2» як засобу запобігання російському вторгненню в Україну.
1 квітня 2025 року він виголосив найдовшу промову в історії Сенату США , яка тривала 25 годин і 5 хвилин, на знак протесту проти другого президентства Дональда Трампа .